# Lylyjärvi
Lylyjärvi är en sjö i Pajala kommun i Norrbotten och ingår i Kalixälvens huvudavrinningsområde. Sjön har en area på 0,092 kvadratkilometer och ligger 185 meter över havet.

## Delavrinningsområde
Lylyjärvi ingår i det delavrinningsområde (746152-181081) som SMHI kallar för Inloppet i Äihämäjärvi. Medelhöjden är 213 meter över havet och ytan är 84,01 kvadratkilometer. Det finns inga avrinningsområden uppströms utan avrinningsområdet är högsta punkten. Äihämäjoki som avvattnar avrinningsområdet har biflödesordning 2, vilket innebär att vattnet flödar genom totalt 2 vattendrag innan det når havet efter 176 kilometer. Avrinningsområdet består mestadels av skog (57 procent) och sankmarker (41 procent). Avrinningsområdet har 0,4 kvadratkilometer vattenytor vilket ger det en sjöprocent på 0,5 procent.